# Illes Liàkhovski

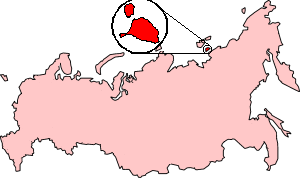
Situació de les illes Liàkhovski a Rússia

Les illes Liàkhovski (en rus Ляховские острова Liàkhovskie ostrovà) són el grup més meridional de les illes de Nova Sibèria, a les costes àrtiques de la Sibèria oriental, a Rússia. Estan separades del continent per l'estret de Làptev, de 60 km d'amplada, i de les illes Anjou per l'estret de Sanníkov, de 50 km. L'arxipèlag està format per dues illes principals:
- l'illa Gran de les Liàkhovski (Большой Ляховский, Bolxoi Liàkhovski), de 4.600 km², amb una altitud màxima de 270 m a l'Emi Tas;[1]
- l'illa Petita de les Liàkhovski (Малый Ляховский, Mali Liàkhovski), de 1.325 km².[2]

Altres illes del grup són les de Stolbovoi (Столбово́й, 170 km²) i Semionovski (Семёновский, 5 km²).
Les illes foren anomenades així en honor d'Ivan Liàkhovski, que les va explorar el 1773.